# هوارد ووكر (لاعب هوكي الجليد)
هوارد ووكر هو لاعب هوكي الجليد كندي، ولد في 5 أغسطس 1958 في غراند براري في كندا.

## وصلات خارجية
- هوارد ووكر على موقع دوري الهوكي الوطني (الإنجليزية)
- هوارد ووكر على موقع قاعة مشاهير الهوكي (لاعب أن.إتش.أل) (الإنجليزية)
- هوارد ووكر على موقع EliteProspects.com (الإنجليزية)
- هوارد ووكر على موقع HockeyDB.com (الإنجليزية)
- هوارد ووكر على موقع Hockey-Reference.com (الإنجليزية)